# Ulrich Schaal
Ulrich Schaal (* 3. August 1964 in Ulm) ist ein deutscher Manager und Schriftsteller. 

## Leben
Ulrich Schaal studierte Politikwissenschaft und Medienmanagement in München, Berlin, New York und Mailand. 2010 promovierte er an der TU Ilmenau zum Thema: Das strategische Management von Contentrechten. Er war als Journalist bei verschiedenen Rundfunksendern tätig. Später ging er  zum Medienkonzern ProSiebenSat.1 Media, wo er als Manager im Bereich Multimedia wirkt. Schaal lebt in München. Neben seiner beruflichen Tätigkeit ist Ulrich Schaal Schlagzeuger der Band „OMFUG“; seit 1998 veröffentlicht er Erzählungen.

## Werke
- Gottfried. Argon, Berlin 1998, ISBN 3-87024-487-9.
- Gottes blinder Blick, Norderstedt 2007
- Das strategische Management von Contentrechten, Wiesbaden 2010 (zugleich: Dissertation an der TU Ilmenau)